# Badia (Caltanissetta)

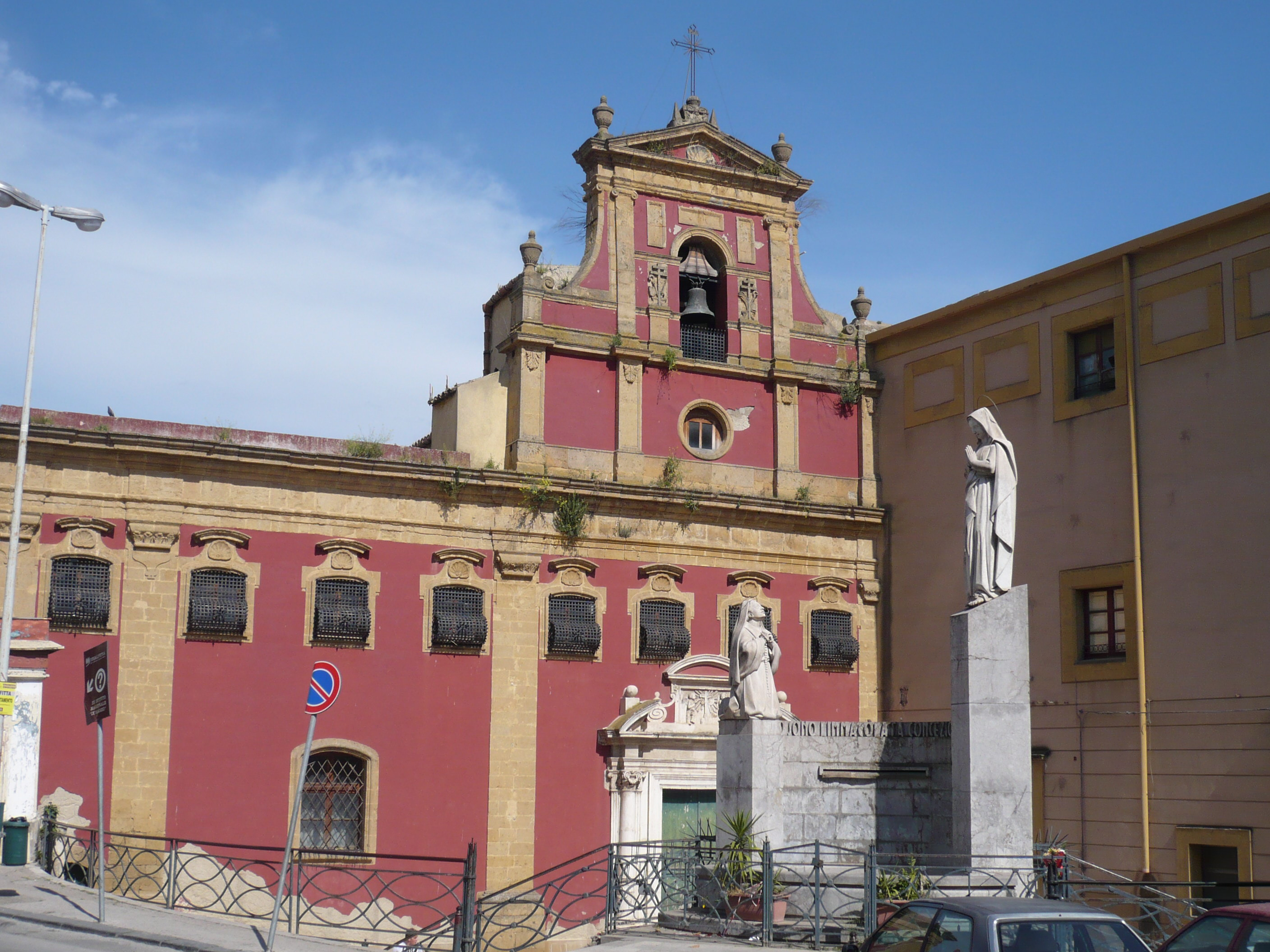
La chiesa di Santa Croce e a destra parte dell'annesso monastero delle benedettine

Il quartiere di Santa Croce, comunemente noto come la Badìa, è un quartiere della città di Caltanissetta.

## Storia
Prende il nome dalla chiesa di Santa Croce e dall'annesso monastero di clausura ("badìa") delle benedettine, edificato nel 1531 per volere di Antonio III Moncada.

Passaggio fondamentale nella storia del quartiere è l'elezione della chiesa a parrocchia, il 29 gennaio 1924, per volere dell'allora vescovo e servo di Dio Monsignor Giovanni Iacono.
Nel quartiere si trovava la porta della Badìa, o "porta maggiore", una delle porte di Caltanissetta che crollò in parte sotto i bombardamenti alleati del 1943. Nel 1967 la parte sopravvissuta della stessa porta insieme a un'ala del monastero delle benedettine, fu demolita per far aprire la via Medaglie d'Oro.
Storicamente il quartiere era sede di molti laboratori artigiani, ad esempio la via Paolo Emiliani Giudici è tuttora nota come "via degli scarpari" (calzolai). Oggi il quartiere si caratterizza per un'alta presenza di cittadini di varie etnie immigrati extracomunitari.
Il comitato di quartiere della Badìa si è impegnato a promuovere e riscoprire alcune specialità dolciarie nissene patrimonio delle suore del monastero di Santa Croce, dimenticate dopo la loro partenza da Caltanissetta nel 1908. Le specialità riscoperte e ripresentate alla cittadinanza e ai mass media sono la crocetta di Caltanissetta e la spina santa.

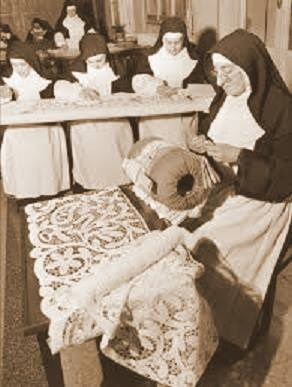
Le monache benedettine di Santa Croce al tombolo
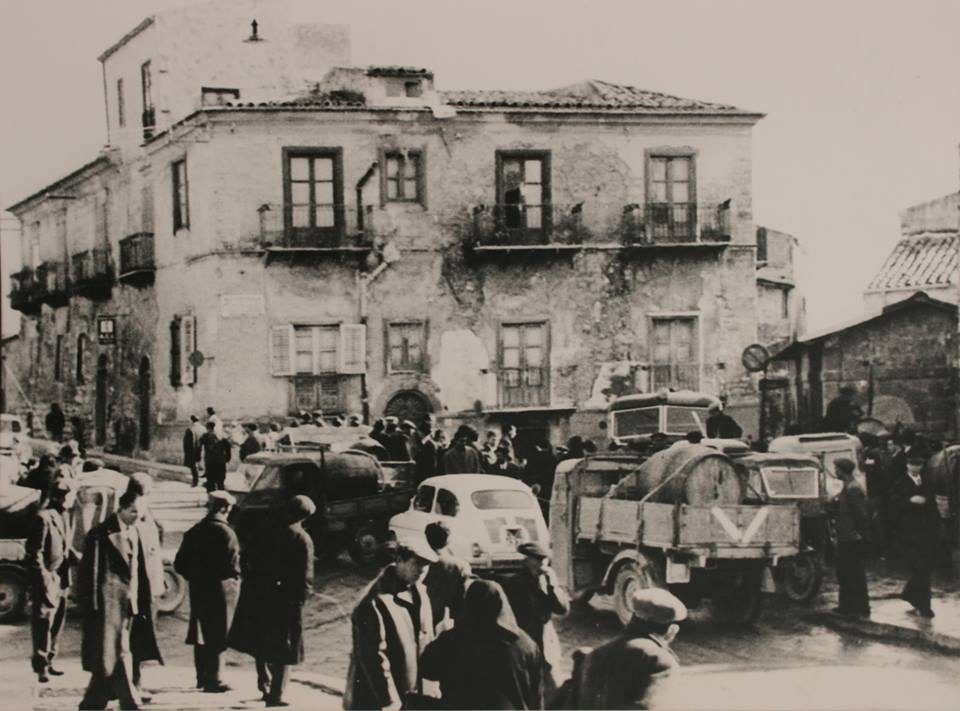
Via Vespri Siciliani, nei pressi della chiesa di Santa Croce
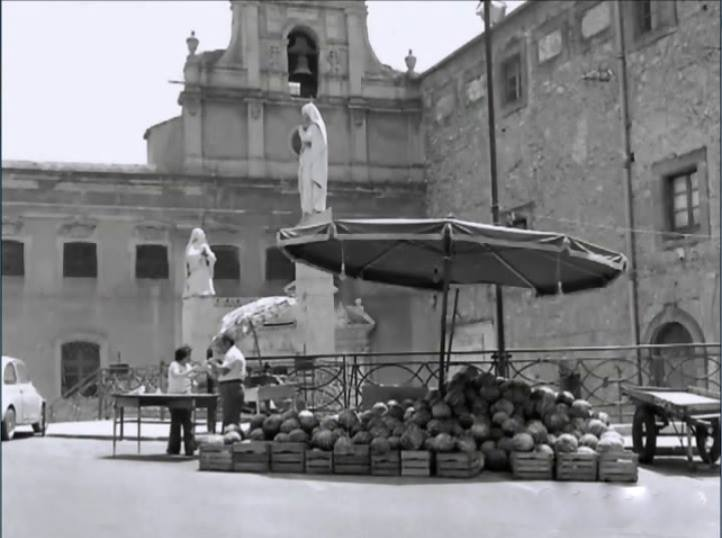
Foto della chiesa degli anni sessanta
Via Re d'Italia
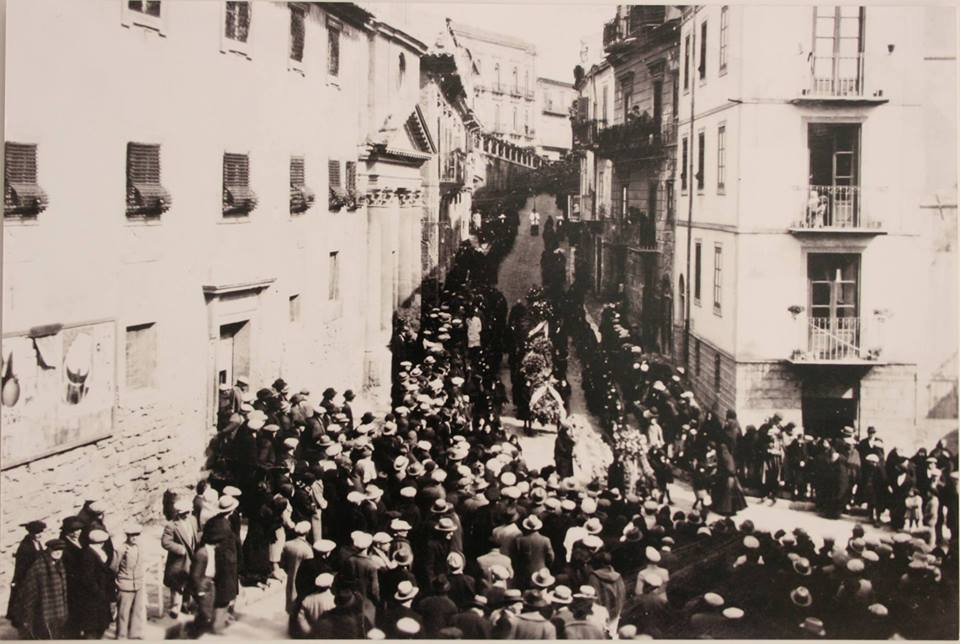
Via Paolo Emiliani Giudici, la "via degli scarpari", durante un funerale negli anni sessanta

## Descrizione

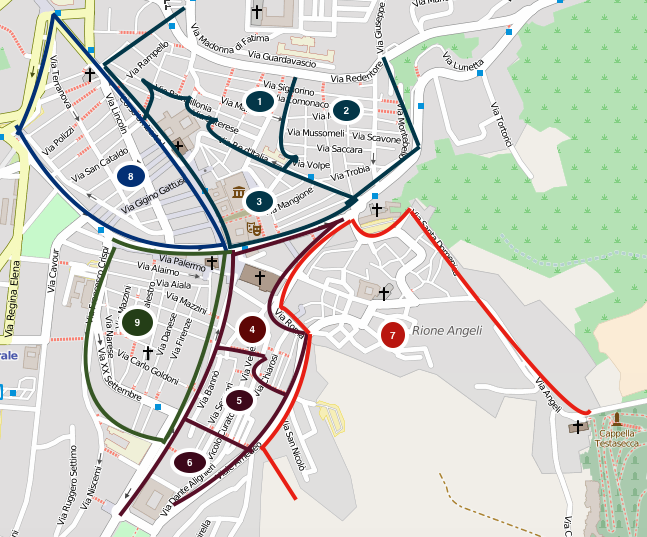
Quartieri e rioni di oggi a Caltanissetta

Il quartiere storico comprende, secondo una suddivisione del 2016 effettuata dall'Ufficio tecnico del Comune di Caltanissetta, tre rioni:
- Annunciata
- Saccara
- Santa Venera[8]

### Piazzetta Tripisciano
La piazzetta, situata lungo corso Vittorio Emanuele, venne intitolata all'illustre scultore nisseno Michele Tripisciano nel 1922, contestualmente alla messa in posa di un busto raffigurante il Tripisciano opera dello scultore Enrico Quattrini. La piazzetta da allora caratterizza in modo peculiare il quartiere insieme alla chiesa della Santa Croce da cui prende origine il nome del quartiere.
Il 21 settembre 2013, per i cento anni della morte di Michele Tripisciano, la città di Caltanissetta ha ospitato diverse manifestazioni commemorative, che hanno visto il quartiere in prima linea, nel ricordare la memoria dell'illustre concittadino scomparso cento anni prima.

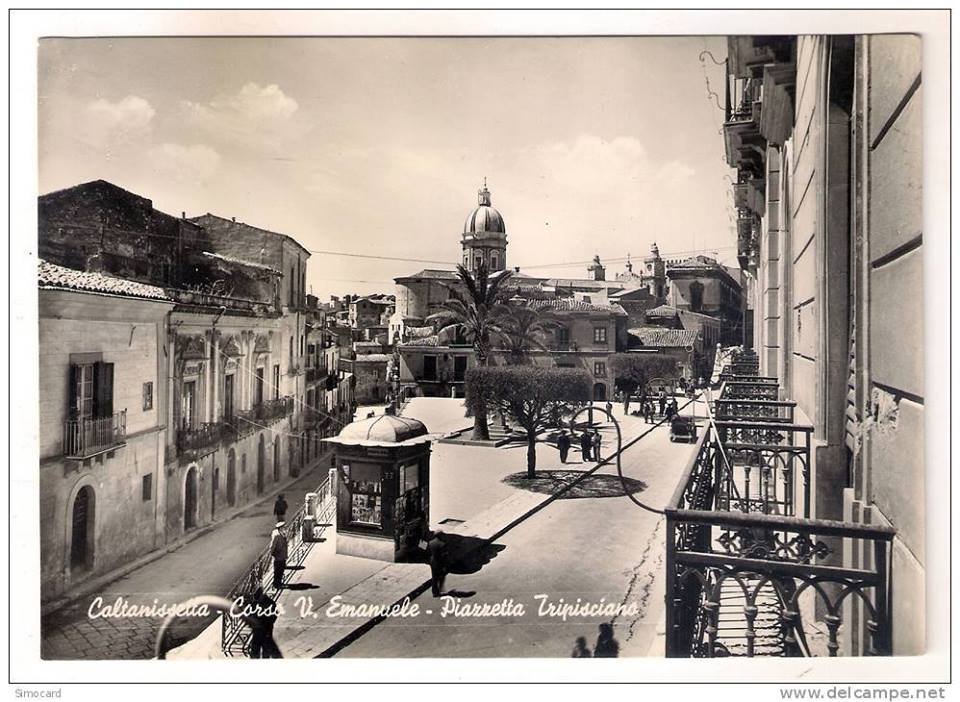
La piazzetta Tripisciano, delimitata a destra dal corso Vittorio Emanuele e a sinistra dalla via Paolo Emiliani Giudici
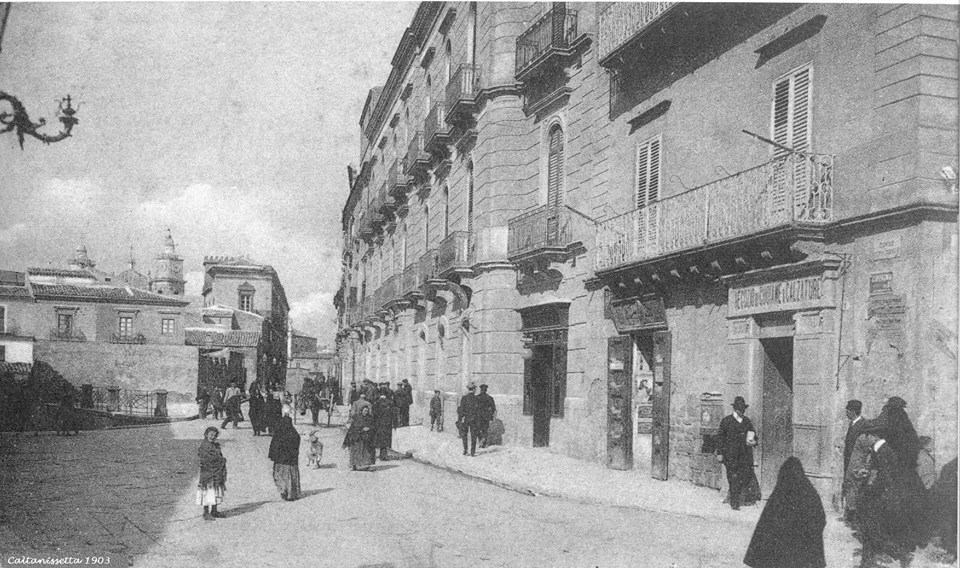
La piazzetta Tripisciano nei primi anni del Novecento, ancora conosciuta come "piano della Badìa"
La piazzetta Tripisciano intorno al 1922
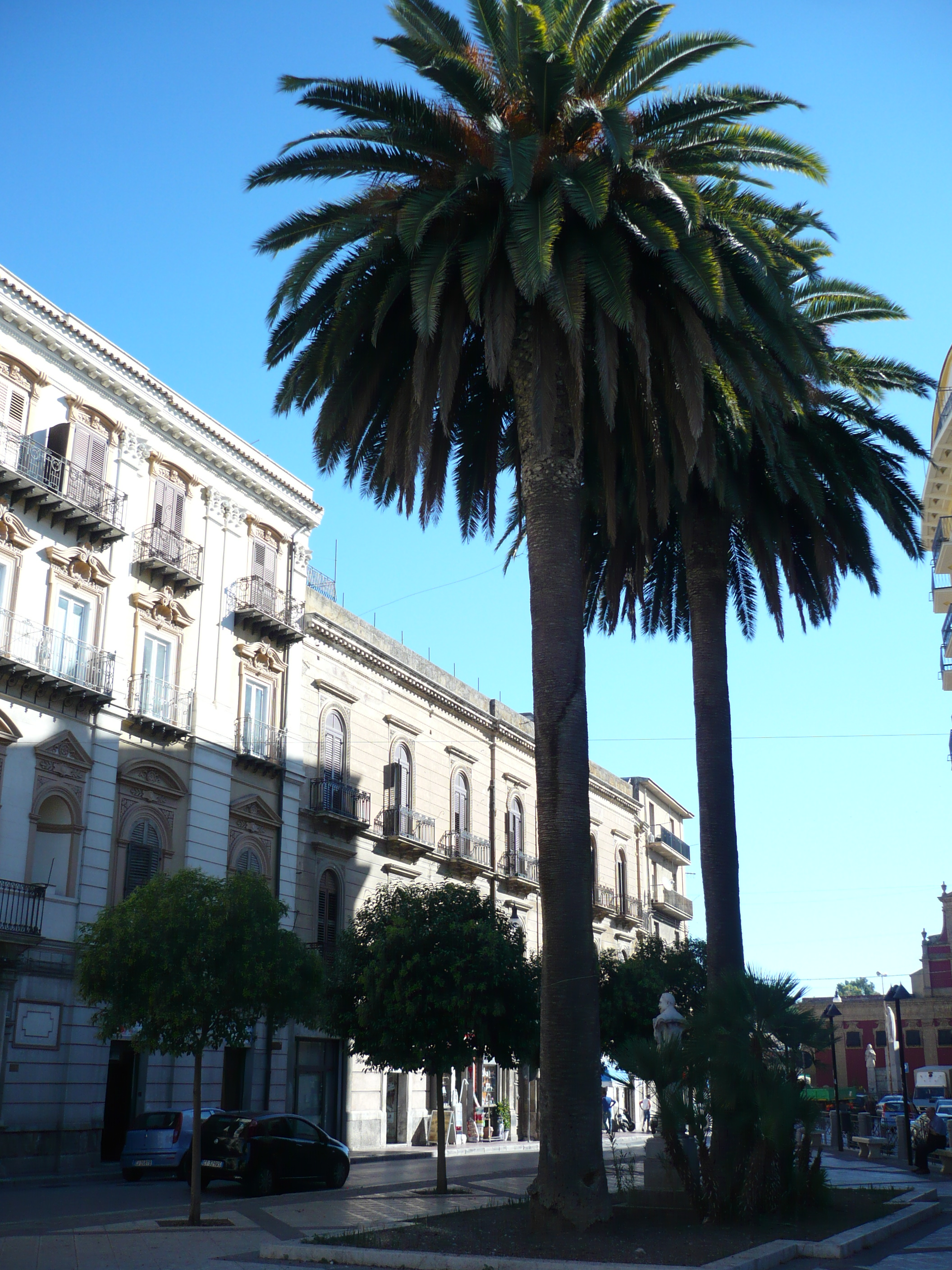
La piazzetta Tripisciano nel 2013
Busto di Tripisciano nell'omonima piazzetta intorno al 1922
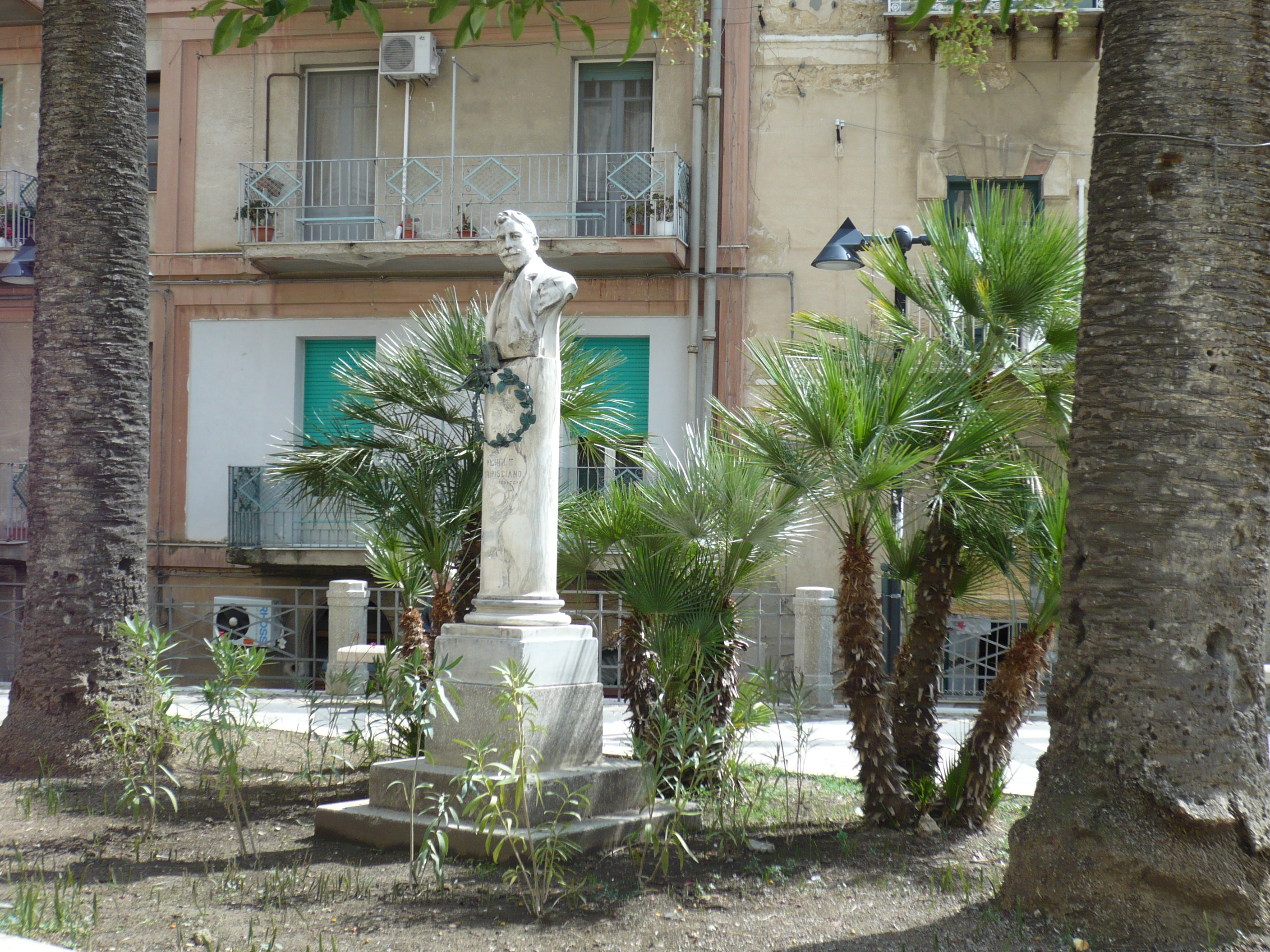
Busto del Tripisciano

### Statua della Madonna di Lourdes e di Bernadette

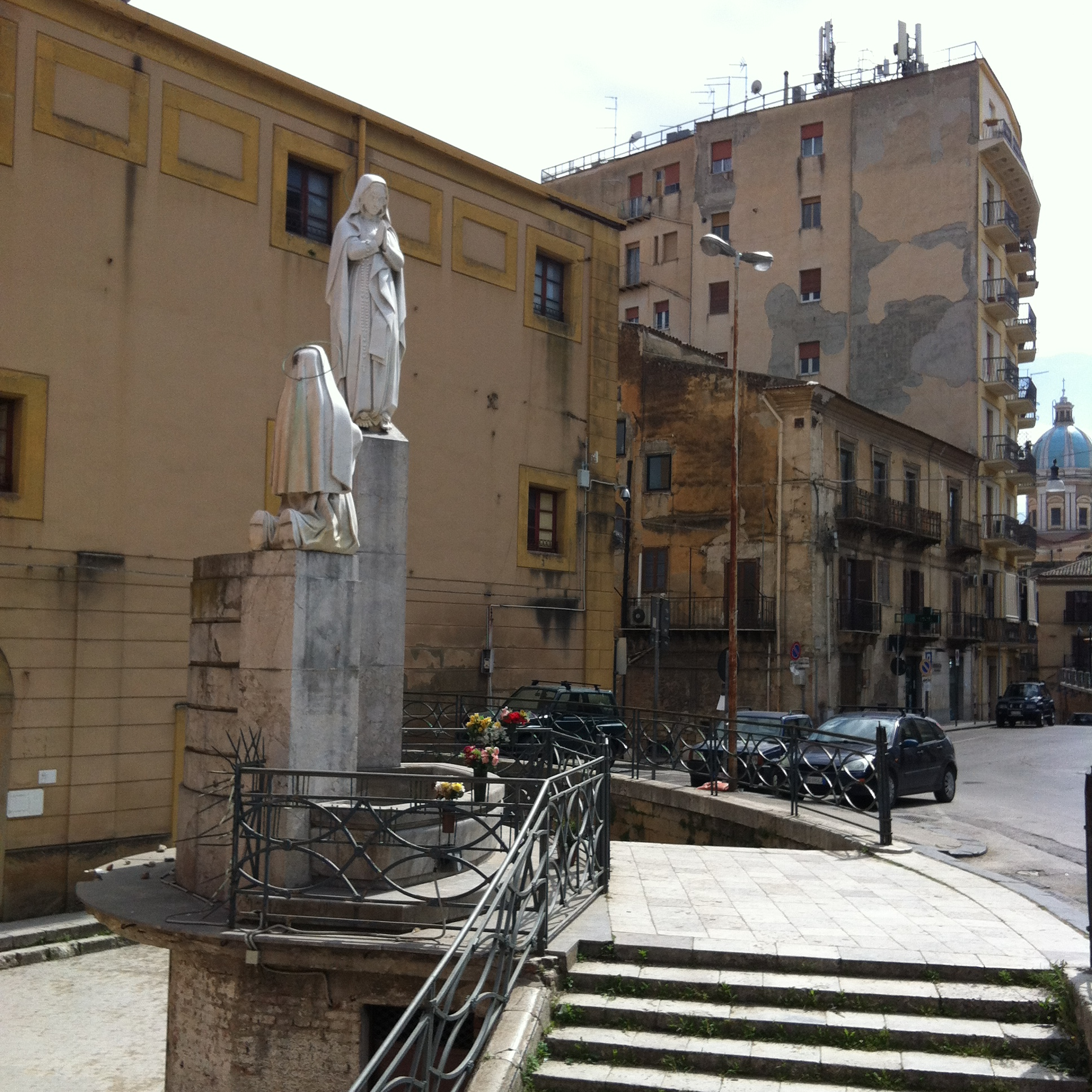
Statua della Madonna di Lourdes e di Bernadette

Nel 1958 fu edificato il monumento alla Madonna di Lourdes e a Santa Bernadette, su progetto dell'architetto Gaetano Averna eseguita dallo scultore palermitano Giovanni Rosone. Quest'opera fu voluta dall'allora parroco di Santa Croce per abbellire la piazzetta antistante la chiesa.